# 白熊優太

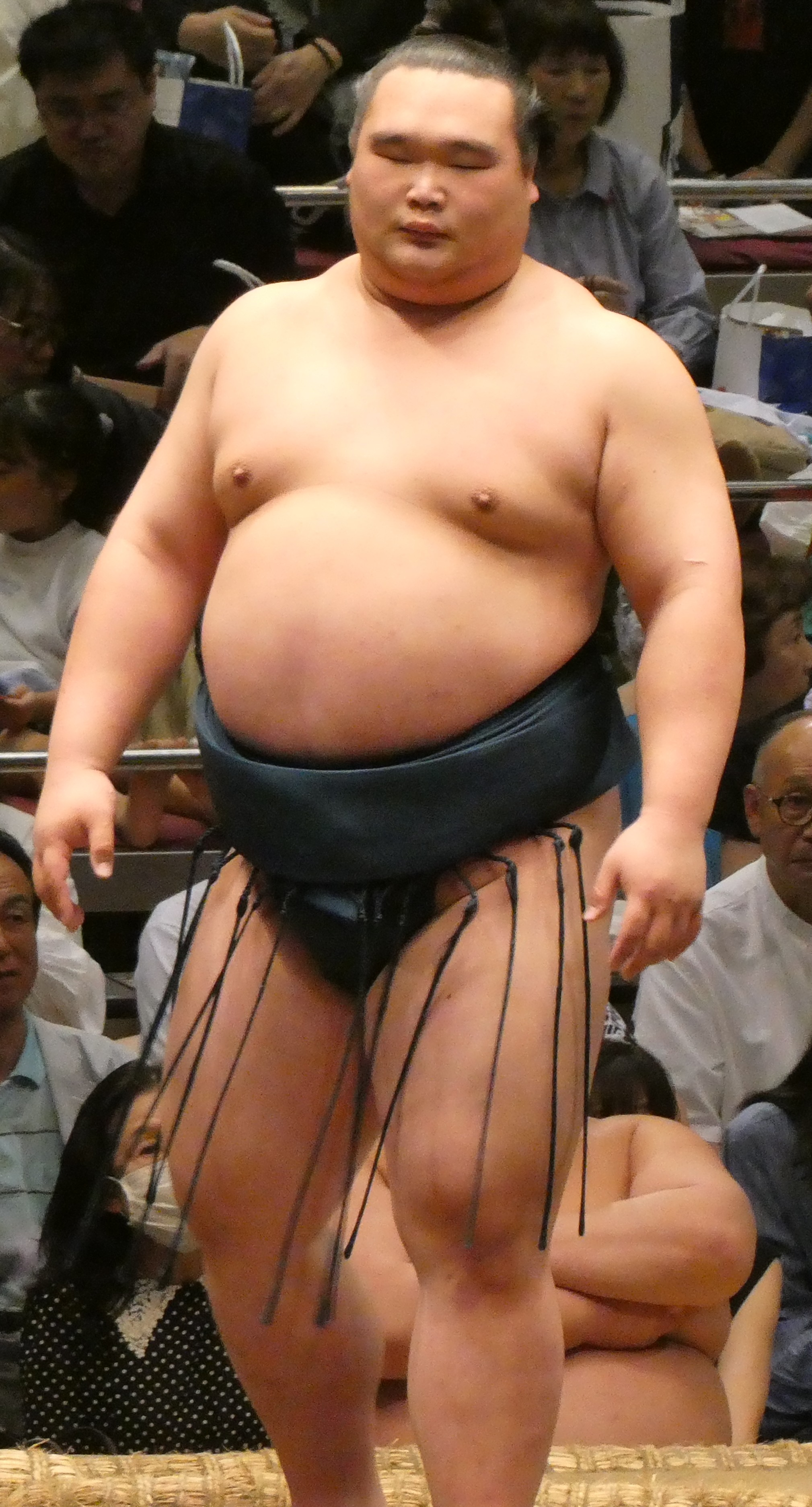
白熊優太

白熊優太（1999年5月25日—），原名高橋優太，日本福島縣須賀川市出身現役大相撲力士，身高186.0cm、體重166.0kg。最高位置東前頭16枚目（2024年9月場所）。所屬相撲部屋是二所之關部屋。

## 相撲背景
高橋在祖父的推薦下從4歲開始相撲。他參加了福島縣的當地相撲道場，12歲時他前往新瀉縣就讀高中。高中畢業後，他就讀於日本體育大學的武術系，並在第四年擔任學校相撲俱樂部的隊長。大學畢業後，他加入了二所之關（由第72代橫綱稀勢之里寬經營），從而實現了祖父希望他成為職業相撲選手的願望。

## 生涯
2022年5月，高橋作為二所之關的一員與日本體育大學的嘉陽快宗一起首次亮相。他在2022年7月的比賽中獲得了序之口優勝，在優勝決定戰中對陣一翔，後者給了他唯一的比賽失利。2022年9月，他在序二段的贏得了所有七場比賽，贏得了優勝。11月，他以三段目的排名贏得了前六場比賽，但在最後一場比賽中輸給了追手風部屋的日翔志忠勝，錯過了優勝。
儘管未能連續第三次奪得低級別聯賽冠軍，他在2023年1月場所晉級幕下，在接下來的四個場所比賽中，他總共取得了22場勝利，只有4場失利，到7月，他的成績已經上升到西幕下4枚目的排名。

## 十兩
當2023年9月場所的番付表公佈時，確認高橋在7月的5勝結果足以將他提升到十兩。此次晉陞是與部屋同門大之里泰輝同時獲得的，這標誌著11年來首次有兩名力士從同一部屋晉陞到關取行列，也是自2019年稀勢之里成為親方以來，二所之關中首次單獨提升的力士。在紀念十兩晉昇的新聞發佈會上，高橋說：“福島經歷了艱難的時期，現在我想通過崛起來回饋我的家鄉。這是指他的家鄉，以及他的家鄉須賀川市，該鎮在2011年的東日本大地震中遭到破壞。高橋還提到，須賀川是圓谷英二的出生地，因此與奧特曼有聯繫。“我想成為像奧特曼一樣的人，即使是年幼的孩子也能仰望和欽佩的人，”他說。
高橋在他的十兩首次亮相的贏得了15場比賽中的 8 場，在第13天對陣烏克蘭人力士獅司大的比賽中獲得了他的勝越。在11月的下一場比賽中，他再次以8-7的比分獲勝，在第13天對陣勇磨的比賽中取得了勝利。
2023年12月22日，二所之關在他們的X帳戶上宣佈（以前twitter)在2024年1月的比賽中，高橋的四股名將改為白熊。“白熊”在日語中是北極熊的意思，該帖子表明，這個名字指的是他被指為一個皮膚白皙的肌肉發達的競爭對手。該帖子還說，高橋被教導像已故的北天佑勝彥一樣摔跤，他的綽號是“北海的白熊”，這影響了他採用新名字的決定。
白熊退出2024年3月的比賽，他在對陣輝大士的比賽後受傷抱怨背痛。但是，他不排除重返比賽的可能性。在比賽的第13天，他職業生涯首次被安排在幕內比賽中，對陣幕內力士大奄美元規，被寄り擊敗。
白熊在2024年7月的比賽中獲得他的第三個職業相撲冠軍，這使他可能在九月場所入幕。